# Sankta Katarina katolska församling
Sankta Katarina katolska församling är en romersk-katolsk församling i Dalarna som tillhör Stockholms katolska stift. Den är uppkallad efter Katarina av Vadstena, den heliga Birgittas dotter.
Församlingen har sitt huvudsäte i Falun, men firar mässor regelbundet även Hosjö, Borlänge, Ludvika, Hedemora, Rättvik, Mora och Malung. 
Katolsk mässa började firas regelbundet från 1940 i Ludvika, som då tillhörde katolska församlingen i Gävle. Efter krigsslutet ökade invandringen av arbetare från Polen och Italien. År 1950 bildades därför en egen katolsk församling i Dalarna som till en början kallades S:ta Katarina av Vadstena församling. År 1952 invigdes ett permanent kapell med prästbostad i Ludvika. Efterhand ökade antalet katoliker i Falun/Borlängeområdet varför församlingens centrum flyttade dit 1964. Här uppfördes Den Gode Herdens katolska kyrka, som invigdes 1973. 
År 1968 grundade Birgittasystrarna ett kloster i Hosjö.